# Episodi di Bret Maverick
La prima e unica stagione della serie televisiva Bret Maverick è stata trasmessa in anteprima negli Stati Uniti d'America dalla NBC tra il 1º dicembre 1981 e il 4 maggio 1982.
| nº | Titolo originale                                          | Titolo italiano | Prima TV USA     | Prima TV Italia |
| -- | --------------------------------------------------------- | --------------- | ---------------- | --------------- |
| 1  | The Lazy Ace (Part 1)                                     |                 | 1º dicembre 1981 |                 |
| 2  | The Lazy Ace (Part 2)                                     |                 | 1º dicembre 1981 |                 |
| 3  | Welcome to Sweetwater                                     |                 | 8 dicembre 1981  |                 |
| 4  | Anything for a Friend                                     |                 | 15 dicembre 1981 |                 |
| 5  | The Yellow Rose                                           |                 | 22 dicembre 1981 |                 |
| 6  | Horse of Yet Another Color                                |                 | 5 gennaio 1982   |                 |
| 7  | Dateline: Sweetwater                                      |                 | 12 gennaio 1982  |                 |
| 8  | The Mayflower's Women Historical Society                  |                 | 2 febbraio 1982  |                 |
| 9  | Hallie                                                    |                 | 9 febbraio 1982  |                 |
| 10 | The Ballad of Bret Maverick                               |                 | 16 febbraio 1982 |                 |
| 11 | A Night at the Red Ox                                     |                 | 23 febbraio 1982 |                 |
| 12 | The Not So Magnificent Six                                |                 | 2 marzo 1982     |                 |
| 13 | The Vulture Also Rises                                    |                 | 16 marzo 1982    |                 |
| 14 | The Eight Swords of Dyrus and Other Illusions of Grandeur |                 | 23 marzo 1982    |                 |
| 15 | Faith, Hope and Clarity (Part 1)                          |                 | 13 aprile 1982   |                 |
| 16 | Faith, Hope and Clarity (Part 2)                          |                 | 20 aprile 1982   |                 |
| 17 | The Rattlesnake Brigade                                   |                 | 27 aprile 1982   |                 |
| 18 | The Hidalgo Thing                                         |                 | 4 maggio 1982    |                 |